# Pranas Žeimys
Pranas Žeimys (ur. 5 lutego 1957 w miejscowości Barzdžiai koło Kretyngi) – litewski samorządowiec i polityk, poseł na Sejm Republiki Litewskiej.

## Życiorys
W 1975 ukończył szkołę średnią w Szkudach, a trzy lata później technikum w Rydze. W 1987 został absolwentem Uniwersytetu Lotnictwa Cywilnego w Leningradzie, po czym kształcił się w dziedzinie języka angielskiego w instytucie języków obcych w Moskwie, na Uniwersytecie Kijowskim oraz w Norwich Institute for Language Education.
Od 1978 do 1983 pracował w porcie lotniczym w Połądze. W latach 1987–1992 pełnił funkcję zastępcy dyrektora ds. handlowych tego lotniska. Pracował także w urzędzie miasta Połągi (w okresie 1995–1997).
W 1993 przystąpił do Związku Ojczyzny. Cztery lata później wybrano go po raz pierwszy do rady miasta Połągi. Swój mandat odnawiał w wyborach w 2000, 2002 i 2007. Od 1997 do 2006 pełnił urząd burmistrza Połągi (z kilkumiesięczną przerwą w latach 2000–2001, kiedy to był zatrudniony jako inżynier-programista w spółce prawa handlowego).
W wyborach parlamentarnych w 2008 uzyskał w II turze mandat posła na Sejm Republiki Litewskiej z okręgu pomorskiego, pokonując deputowanego Raimundasa Palaitisa ze Związku Liberałów i Centrum. W 2012 uzyskał reelekcję na kolejną kadencję. W 2019 ponownie wybrany na radnego Połągi.